# Auguste Parsy
Pour les articles homonymes, voir Parsy.
Auguste Parsy, né le 29 janvier 1878 à Annœullin (Nord) et décédé le 8 mai 1934 dans la même ville, est un homme politique français.

## Biographie
Fils d'ouvrier, gérant d'une coopérative d'alimentation, il est militant socialiste, maire d'Annœullin et conseiller général du canton de Seclin. Il est député de la 6e circonscription de Lille de 1928 à 1932.

## Sources
- « Auguste Parsy », dans le Dictionnaire des parlementaires français (1889-1940), sous la direction de Jean Jolly, PUF, 1960 [détail de l’édition]